# 10104 Hoburgsgubben
A 10104 Hoburgsgubben (ideiglenes jelöléssel 1992 EY9) a Naprendszer kisbolygóövében található aszteroida. Az UESAC program keretében fedezték fel 1992. március 2-án.